# Stenopogon boharti
Stenopogon boharti là một loài ruồi trong họ Asilidae. Stenopogon boharti được Bromley miêu tả năm 1951. Loài này phân bố ở vùng Tân Bắc giới.